# Dorfpunks
Dorfpunks ist der zweite Roman des deutschen Entertainers, Sängers, Schauspielers und Moderators Rocko Schamoni und erschien im Jahr 2004 im Rowohlt-Verlag.
Am 30. April 2008 feierte das von Studio Braun inszenierte und auf dem Buch basierende Stück Dorfpunks – Die Blüten der Gewalt im Schauspielhaus Hamburg Premiere.
Die gleichnamige Verfilmung von Lars Jessen wurde auf der 59. Berlinale gezeigt und erschien am 23. April 2009 im Kino.

## Inhalt
Der Protagonist dieses autobiografischen, in der Ich-Perspektive verfassten Romans muss seine Lebensjahre zwischen zwölf und 22 in dem fiktiven kleinen Ort Schmalenstedt (gemeint ist Lütjenburg in Schleswig-Holstein) verbringen, nachdem seine Eltern – beide Lehrer – sich einen Traum erfüllt und dort ein heruntergekommenes Bauernhaus gekauft haben, das sie renovieren. Als Zugezogener muss er sich in das Leben des Dorfes einfügen. Mit seinen Freunden gründet er eine Punkband und absolviert auf Drängen seiner Eltern eine Töpferlehre.
Die 48 zwischen einer halben und acht Seiten, im Schnitt gut dreieinhalb Seiten langen Kapitel des episodisch erzählten Romans rekonstruieren in vielen konkreten Details und deshalb nachvollziehbar – aber keineswegs distanz- oder kritiklos – das Lebensgefühl von Jugendlichen Ende der siebziger, Anfang der achtziger Jahre. Der Roman setzt 1976 ein, als der Ich-Erzähler an der Schwelle zur Pubertät steht, und endet im Frühjahr 1986, als der Ich-Erzähler – nach einer verkorksten Schulkarriere und auf Wunsch seiner Mutter – die Berufsschulprüfung als Töpfer besteht, ohne jedoch zu beabsichtigen, diesen Beruf jemals auszuüben. Bis zu diesem vorläufigen biografischen Endpunkt muss Rocko sich von den Lebensidealen und Wohlanständigkeitsvorstellungen seiner Eltern und vor allem aus der überbeschützenden Fürsorge seiner Mutter lösen – ein schmerzhafter, bis hart an die völlige Entfremdung reichender Prozess für beide Seiten. Als ein wichtiges Werkzeug zur Lösung Rockos von den Eltern fungieren zunächst der Hardrock und dann die Bewegung des Punk und des Punkrock – „1975 in England ausgebrochen, 1981 bei uns verebbt. In uns. Ein Jugendtsunami.“
Inhaltlich wird die Handlung des Romans mit dem 2024 erschienenem Roman Des Pudels Kern fortgesetzt, in dem der Protagonist die Geschichte mit dem Ende seiner Töpferlehre wieder aufgreift.

## Kritiken
„lustiger als hierzulande erlaubt und ernster als hierzulande gewünscht“

## Ausgaben
Rocko Schamoni: Dorfpunks. Rowohlt Taschenbuch Verlag, Reinbek bei Hamburg 2004, ISBN 978-3-499-24116-1